# Ventura (California)
San Buenaventura, comunemente noto come Ventura, è una città degli Stati Uniti d'America, capoluogo della contea omonima, nello Stato della California. Nel 2006 la popolazione era di 106.744 abitanti.

## Geografia fisica
Secondo i rilevamenti dello United States Census Bureau, Ventura si estende su una superficie di 84,6 km².

## Infrastrutture e trasporti
La città è servita dalla linea Ventura Country del servizio ferroviario suburbano Metrolink.

## Nella cultura di massa
La città di Ventura dà il nome alla diciannovesima versione del sistema operativo macOS sviluppato da Apple, macOS Ventura.